# Portrait de l'artiste à l'âge de dix-huit ans
Portrait de l'artiste à l'âge de dix-huit ans est un tableau réalisé par le peintre français Maurice Denis en avril 1889. Cette huile sur toile est un autoportrait de l'artiste jeune, le regard droit vers le spectateur, un pinceau à la main, devant une fenêtre. Partie des collections du musée d'Orsay, à Paris, depuis 2001, l'œuvre se trouve en dépôt au musée départemental Maurice-Denis, à Saint-Germain-en-Laye, depuis 2003.